# Палюткина, Лидия Григорьевна
Лидия Григорьевна Палюткина (Чёрная) (9 мая 1927, Разумовка, Запорожская область — 17 октября 2008, Турка, Ивано-Франковская область) — советский передовик производства в сельском хозяйстве. Герой Социалистического Труда (1966).

## Биография
Родилась 9 мая 1927 года в селе Разумовка Запорожской области Украинской ССР.
С 1944 года работала звеньевой колхоза имени Орджоникидзе Верхне-Хортицкого района Запорожской области.
В 1948 году звено Л. Г. Чёрной получило урожай подсолнечника 25,1 центнера с гектара на площади 12,5 гектара.
28 февраля 1949 года  Указом Президиума Верховного Совета СССР «за получение высоких урожаев пшеницы, подсолнечника и семян люцерны при выполнении колхозами обязательных поставок и контрактации по всем видам сельскохозяйственной продукции, натуроплаты за работу МТС в 1948 году и обеспеченности семенами всех культур в размере полной потребности для весеннего сева 1949 года» Лидия Григорьевна Чёрная была удостоена звания Героя Социалистического Труда с вручением Ордена Ленина и золотой медали «Серп и Молот». Этим же указом звание Героя Социалистического Труда было присвоено также звеньевым колхоза имени Орджоникидзе — В. К. Коваль и В. Л. Сове.
В 1950-х годах Л. Г. Чёрная (Палюткина) окончила Ногайский сельскохозяйственный техникум по специальности «агроном». С 1956 года работала агроном в колхозе имени Чапаева Васильевского района Запорожской области.
23 июня 1966 года  Указом Президиума Верховного Совета СССР «за отличие в труде» Л. Г. Чёрная была награждена Орденом Знак Почёта.
Избиралась депутатом Васильевского районного совета депутатов трудящихся.
С 2002 года жила в селе Турка, Коломыйского района, Ивано-Франковской области. Умерла 17 октября 2008 года.

## Награды
- Медаль «Серп и Молот» (28.02.1949)
- Орден Ленина (28.02.1949)
- Орден Знак Почёта (23.06.1966)

## Память
- В 2015 году в селе Разумовка на здании сельского совета установлена мемориальная доска Героям Социалистического Труда колхоза имени Орджоникидзе, среди которых есть имя Л. Г. Чёрной